# Justify (koń wyścigowy)

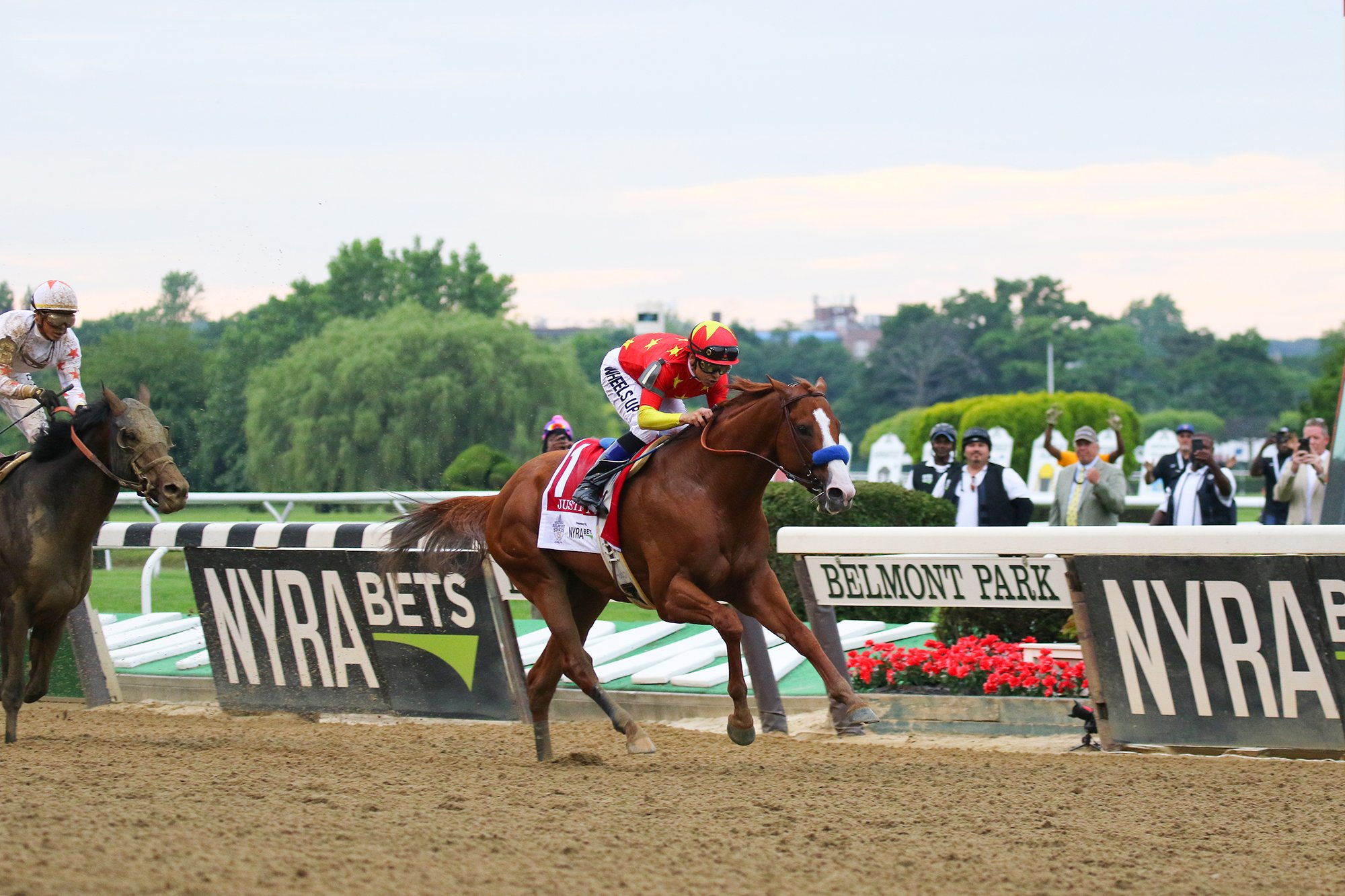
Justify, Belmont Stakes 2018.

Justify (ur. 28 marca 2015) – amerykański koń wyścigowy pełnej krwi angielskiej. Zasłynął ze zdobycia Triple Crown w 2018 roku. Jest jedynym zwycięzcą Potrójnej Korony, który zakończył karierę będąc niepokonanym. Trenował go Bob Baffert, a dosiadał Mike Smith.

## Życiorys
Urodził się w Kentucky. Wyhodował go Kanadyjczyk, John D. Gunther. Ojcem dużego, kasztanowatego ogiera jest nieżyjący już Scat Daddy. Justify pochodzi z przedostatniego rocznika jego źrebiąt. Matką Justify jest Stage Magic, córka Ghostzappera, Konia Roku 2004. Jako roczniak został zakupiony na aukcji za pół miliona dolarów przez WinStar Farm (60% udziałów), China Horse Club (25% udziałów) i SF Racing (15% udziałów). Kasztan rozpoczął swoją karierę dopiero jako trzylatek, gdy wygrał Maiden Special Weight z przewagą 9 1⁄2 długości. Niecały miesiąc później wygrał gonitwę Allowance z przewagą 6 1⁄2 długości. Baffert stwierdził, że nie jest jeszcze za późno na zdobycie szansy do zakwalifikowania konia do zbliżającego się wielkimi krokami Kentucky Derby. Wystawił go w Santa Anita Derby. Po zaciętej walce z koniem Bolt d'Oro, Justify wygrał, tym samym zapewniając sobie miejsce w stawce do Kentucky Derby.

### Triple Crown

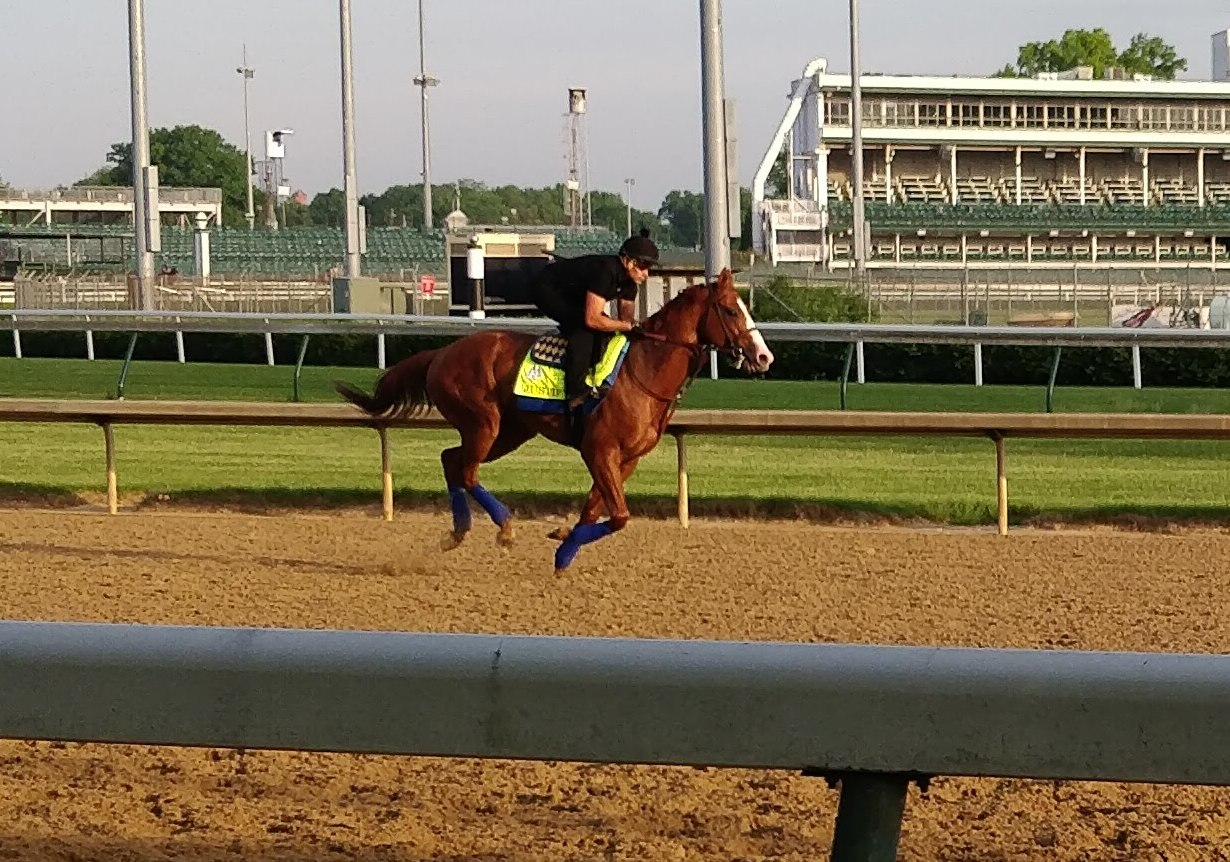
Justify trenujący do Preakness Stakes, 15 maja 2018.

5 maja wygrał Kentucky Derby, pierwszą z trzech gonitw Potrójnej Korony. Tego dnia tor był bardzo błotnisty, ale dzięki jego stylowi biegania polegającym na utrzymywaniu prowadzenia od początku do końca wyścigu, Justify wrócił do stajni niemal nietknięty przez błoto. Dzięki temu zwycięstwu, złamał tzw. "Klątwę Apollo" – został pierwszym koniem od 1882 roku, który wygrał Kentucky Derby, nie ścigając się jako dwulatek. Koniem, którym dokonał tego wcześniej był właśnie Apollo w 1882 roku. Dzień później na lewej tylnej nodze Justify pojawiło się coś, co najprawdopodobniej było zadrapaniem lub siniakiem spowodowanym złymi warunkami na torze. Później uraz zakwalifikowano jako stłuczenie pięty. By ją ochronić, koniowi założono specjalną podkowę. Preakness Stakes odbyło się 19 maja, a warunki pogodowe i na torze były jeszcze gorsze niż na Kentucky Derby. Na kilka dni przed gonitwą ciągle padało. Deszcz ustał w dniu wyścigu, ale tor bardzo błotnisty, a na zewnątrz panowała gęsta mgła. Pomimo tych warunków, Justify wygrał o pół długości. Ostatnim wyścigiem Potrójnej Korony było Belmont Stakes. Trzy lata wcześniej Koronę zdobył inny koń trenowany przez Boba Bafferta, American Pharoah. Zwrócił on uwagę na różnice pomiędzy tymi końmi – American Pharoah jest łagodny i łatwo się z nim współpracuje, natomiast Justify określił słowami: „Trzeba na niego uważać [...]. Nie jest wrednym koniem, ale poziom jego cierpliwości wobec ludzi wynosi jakieś pięć sekund ”. Justify wygrał Belmont Stakes z przewagą 1 3⁄4 długości, tym samym zostając trzynastym zdobywcą Triple Crown.

### Po Triple Crown
Baffert chciał, by Justify, podobnie jak American Pharoah, wziął udział w odbywającym się w listopadzie Breeders' Cup Classic i zdobył Grand Slam, jednak jego plany zostały pokrzyżowane przez kontuzję konia. Na początku lipca coś pojawiło się na jego kostce. Potem zniknęło, jednak po kilku dniach znowu wróciło. Koń został poddany szczegółowym badaniom. 25 lipca 2018 roku ogłoszono, że przechodzi na emeryturę. Justify zakończył karierę z 6 wygranymi na 6 startów i zarobkami wynoszącymi $3,798,000.

## Emerytura
14 września 2018 roku WinStar Farm orzekło, że prawa hodowlane zostały wykupione przez Ashford Stud – tę samą stadninę, w której emeryturę spędza inny trójkoronowany, American Pharoah. Justify rozpoczyna karierę reproduktora w 2019, a jego pierwsze źrebięta przyjdą na świat w 2020 roku.